# Episodi di Soko 5113 (quarta stagione)
La quarta stagione della serie televisiva Soko 5113 è stata trasmessa in anteprima in Germania dalla ZDF tra il 15 ottobre 1984 e il 17 dicembre 1984.
| nº | Titolo originale          | Titolo italiano | Prima TV Germania | Prima TV Italia |
| -- | ------------------------- | --------------- | ----------------- | --------------- |
| 1  | Tapetenwechsel            |                 | 15 ottobre 1984   |                 |
| 2  | Göttmann hat Angst        |                 | 22 ottobre 1984   |                 |
| 3  | Schutzgeld                |                 | 29 ottobre 1984   |                 |
| 4  | Blanker Haß               |                 | 5 novembre 1984   |                 |
| 5  | Der feine Unterschied     |                 | 12 novembre 1984  |                 |
| 6  | Herles Alleingang         |                 | 19 novembre 1984  |                 |
| 7  | Goldregen                 |                 | 26 novembre 1984  |                 |
| 8  | Auftragsarbeit            |                 | 3 dicembre 1984   |                 |
| 9  | Herrenpartie              |                 | 10 dicembre 1984  |                 |
| 10 | Ein Mordfall für Göttmann |                 | 17 dicembre 1984  |                 |